# Bravely Default: Flying Fairy
Bravely Default, також знана як Bravely Default: Flying Fairy (яп. ブレイブリーデフォルト フライングフェアリー Bureiburī Deforuto: Furaingu Fearī) — японська рольова відеогра від Square Enix для консолі Nintendo 3DS, духовний послідовник відеогри Final Fantasy: The 4 Heroes of Light. Спочатку гра вийшла в 2012 році в Японії, оновлена версія Bravely Default: For the Sequel (яп. ブレイブリーデフォルト フォーザ・シークウェル Bureiburī Deforuto: Fōza Shīkuweru), вийшла в 2013. Високоякісний ремастер, розроблений компанією Cattle Call, під назвою Bravely Default Flying Fairy HD Remaster (яп. ブレイブリーデフォルト フライングフェアリー HDリマスター Bureiburī Deforuto: Furaingu Fearī HD Rimasuta), був випущений як стартова гра для Nintendo Switch 2 5 червня 2025 року.
Події відбуваються в світі Люксендарк та концентруються на пригодах чотирьох юних героїв, які розгадують таємницю появи катаклізмів свого світу.
Назва є відсилкою до двох особливостей ігрового процесу під назвами Bravely та Default.
Оцінки критиків були дуже позитивними. В перший тиждень продажів Bravely Default очолила японський список продажів з рахунком у 140 000 примірників.
Bravely Default має free-to-play доповнення у вигляді браузерної гри Bravely Default: Praying Brage. Продовження з назвою Bravely Second для Nintendo 3DS було випущено в Японії у травні 2015 року.

## Ігровий процес
Подібно до класичних ігор серії Final Fantasy, в Bravely Default гравець керує групою персонажів, які подорожують ігровим світом і б'ються з противниками в покроковому режимі. Гра використовує поєднання двовимірної і тривимірної графіки: персонажі і карта світу виконані у 3D, тоді як фони плоскі.
В Bravely Default використовується система професій (класів), яка має схожі риси з системою з Final Fantasy: The 4 Heroes of Light. Спеціальний предмет під назвою Астеріск необхідний для зміни класів. Всього є 24 класи, кожен з яких можна поліпшити до 14 рівня. Класи дають відповідні костюми персонажів. Функція Abilink дозволяє тимчасово підвищити рівень професії.
В бою можна використовувати функції Bravely та Default. Bravely (Сміливість) дозволяє здійснити кілька атак за хід, але, якщо противник не буде знищений, персонаж не зможе діяти декілька ходів. Default (в цьому контексті — «Нез'явлення») навпаки, підвищує захист і відкладає дію персонажа.
Призивні істоти, які допомагають в боях, відрізняються від таких з серії Final Fantasy і відповідають елементам Люксендарку. Всього є 6 таких істот: Promethean Fire (Вогонь), Ziusudra's Sin (Лід), Hresvelgr (Вітер), Girtablulu (Земля), Deus Ex (Блискавка), та Susano-o (без визначеного елементу).
Серед настройок є пункти настройки кількості випадкових боїв, аж до відсутності їх, і складності прямо в процесі проходження. Швидкість бою можна збільшувати і зменшувати (x2, x4), уникаючи затягнутих сутичок.

## Сюжет
Гра починається з представлення персонажів. Весталка кристалу Вітру Агнес Облідж під час церемонії застає кристал огорнутим темрявою. Мандрівник Рінгебел, який володіє книгою, в якій написане майбутнє, зупиняється в барі. Дівчина-воїн Іді Лі вирушає на дирижаблі виконувати якесь важливе завдання. А пастух Тіз Ерріор втрачає брата, коли їхнє місто раптом провалюється під землю.
Через тиждень Тіз отямлюється в місті Калдісла, куди був доставлений капітаном гвардії Оуеном. Король дозволяє залишитися в місті, та Тіз вирушає на пошуки вцілілих. На краю провалу, де раніше стояв його дім, він знаходить Агнес в комапанії феї Ейрі. Агнес повідомляє, що Тіз єдиний, хто вижив. В цей час з'являються Небесні Лицарі країни Етернії, які полюють на Агнес: Баррас Лер і чаклунка Холлі Вайт. Вона готова здатися, оскільки вірить, що весталка повинна виконувати свої обов'язки самотужки, але Тіз рятує її, після чого обоє тікають. Весталка розповідає, що подорожує в пошуках знайти спосіб очистити кристал Вітру від темряви і виправити збитки, завдані цим. Вночі обоє дізнаються, що Калдіслу атакує Небесний Лицар на ім'я Омніас Кроу, якого Іді Лі закликає зупинитися.
До Тіза та Агнес приєднується Рінгебел, а згодом і Іді Лі, яка відмовляється допомагати Небесним Лицарям через їхню жорстокість. Проте Небесні Лицарі на чолі з Аргентом Хейнкелем встигають викрасти короля, а Оуен гине. Захопивши корабель нападників, герої вирушають в місто Анхейм на пошуки кристала Вітру.
Анхейм відомий своїми вітряками, що виробляють електрику для різних потреб, але тепер вітер перестав віяти і король Єлох Квентіс Кхамер VIII примушує людей тяжко працювати. Агнес з друзями розшукує в околицях одяг весталки, необхідний для ритуалу очищення кристалу. Група входить в храм кристалу Вітру, однак знаходить його зайнятим пекельним псом Ортросом. Після перемоги над ним Агнес вдається виконати ритуал, але Ейрі повідомляє, що слід відвідати ще три храми. Група повертається до Анхейму, де сідає на свій летючий корабель, та їх атакує лицар Альтерніс Дім, який пошкоджує корабель. Героям доводиться іти пішки через Ліси Міазмів.
Друзі досягають Флорема, міста, де розташований кристал Води. Матріарх Флорема розповідає, що весталка Води на ім'я Олівія Облідж чомусь переховується. Агнес знаходить храм з кристалом, але він захищений магічним бар'єром, накладеним Олівією. Їм вдається розшукати весталку, та її вбиває Вікторія Штейн з Ради Шести, що править Етернією. Разом з тим Агнес отримує можливість увійти до храму Води, де стикається з Русалкою, перемігши яку, група очищує кристал Води.
Герої прямують до Ейзенбергу, де розташований кристал Вогню. В місті їм зустрічається Зац Майті, лідер однієї зі сторін у місцевій громадянській війні. Група допомагає вирішити конфлікт, після чого доходить до храму Вогню. Знищивши темряву в ньому, герої повертаються в Етернію, наповнену чварами. Їм протистоїть Вікторія, батько Іді та багато інших, але всі вони зазнають поразки і герої все ж очищують останній кристал Землі. Ейрі повідомляє, що лишилося активувати Святу колону. Групу несподівано знову атакує Альтерніс Дім, який виявляється таким самим, як Рінгебел, і навіть має таку ж книгу, як і він. Всіх поглинає світло, яке поширюється від Ейрі.
Тіз отямлюється в Калдіслі під час атаки Небесних Лицарів і бачить живого Оуена. Він думає, що все досі було сном, але тут прибігають не менш здивовані друзі по команді. Вони вирішують заново очистити всі кристали, в ході виконання чого зустрічають посилені версії їхніх охоронців. Коли їм знову зістрічається Альтерніс, той говорить, що Ейрі прагне заволодіти силою кристалів, а Іді називає Іді не зі свого світу й атакує її. Альтерніса знову долають і знову світло від Ейрі поглинає команду.
Герої знову опиняються і Калдіслі, де Рінгебел віч-на-віч говорить Тізу свою думку, що вони якимось чином подорожуть парелельними світами. Як аргумент він висуває те, що візерунок на крилах Ейрі змінився з подібного на цифру 6 на 5, ніби зворотний відлік. Також він пригадує як раніше був Альтернісом Дімом та намагався зупинити Ейрі, яка і стоїть за всім, після того як вона вбила Іді, а потім і всіх інших у вигляді чудовиська. Його книга насправді пише не про майбутнє, а про події в його початковому світі. З'ясовується, що всі події передбачила ангел, що була смертельно поранена Великим Злим.
Якщо гравець вирішує розбити один із кристалів і так зупинити Ейрі, сюжет прямує до першого фіналу. Розлютована Ейрі перетворюється на чудовисько Великого Злого, яке розповідає як пов'язало безліч паралельних світів для свого володаря Уробороса, а під виглядом очищення кристалів відбувалося передання Уроборосу їх сили. Команда перемагає Великого Злого, поки Агнес руйнує кристал. Чудовисько вбиває їх, однак голос ангела повертає героїв до життя і вони таки долають ВеликогоЗлого, який наостанок обіцяє, що коли-небудь Уроборос все-таки прийде. Провал закривається і герої повертаються до звичного життя.
В іншому випадку герої досягають Святої колони ще п'ять разів, знову і знову переживаючи попередні пригоди. Вони відкривають, що ангелом була Агнес зі світу Альтерніса. В провалі на місці рідного міста Тіза герої сходяться в бою з Ейрі, яка набирає повну силу. Потім команда бореться із прикликаним нею Уроборосом, володарем Пекельного царства, котрий намірився об'єднати сили кристалів всіх світів при допомозі Святої колони з метою створити портал до Небесного царства (під яким мається на увазі світ гравця). Також він каже, що Тіз містить в собі Небесну сутність, яка підтримує життя в ньому (якою є сам гравець). Герої пов'язуються зі своїми версіями в інших світах і так перемагають Уробороса. Користуючись його порталами, поки вони не закрилися, вони повертаються у свій світ.
Агнес знову бере на себе обов'язки Весталки, Іді повертається додому, Рінгебел повертає собі ім'я Альтерніса. Тіз приходить в Калдіслу, де Небесна сутність покидає його тіло, юнак впадає в кому. Та за якийсь час до нього проривається жінка, котра будить Тіза і представляється як Магнолія Арч, що пов'язує гру з продовженням.

## Оцінки і відгуки
| Агрегатор    | Оцінка |
| ------------ | ------ |
| GameRankings | 85.14% |
| Metacritic   | 85/100 |

| Видання                    | Оцінка |
| -------------------------- | ------ |
| Eurogamer                  | 8/10   |
| GameSpot                   | 8/10   |
| IGN                        | 8.6/10 |
| Official Nintendo Magazine | 90%    |

Ще до релізу, в червні 2012, опенінг гри було попередньо показано і схвалено Destructoid. IGN назвали гру однією з тих, заради яких варто купити Nintendo 3DS і, пізніше, однією з найкрасивіших ігор для ціє платформи. Bravely Default виграла нагороду Future Award на Japanese Game Awards 23 вересня 2012 та Dengeki Online Award 2012 обійшовши Persona 4 Golden (2-е місце) і Rune Factory 4 (3-є місце). Журнал «Famitsu» оцінив гру у 38/40, назвавши її «найвеличнішою грою».
В перший тиждень продажів Bravely Default очолила японські чарти, маючи продажі в 140 000 примірників. Продажі досягли 300 000 примірників на січень 2013 року. В США гра продалася в кількості 200 000 примірників за перші три тижні.

### Нагороди
- Гра року для 3DS (3DS Game of the Year, 2014) — GameSpot[11].

## Цікаві факти
- В західних версіях вік персонажів було збільшено на 3 роки, щоб всі вони були повнолітніми. Також зазнав цензури одяг деяких класів, щоб зробити його менш відвертим[12].
- Призивні істоти в Bravely Default засновані на техніці з нашого світу. Наприклад, на поїзді, літаку чи лініях електропередач.